# Homoneura acuminata
Homoneura acuminata är en tvåvingeart som beskrevs av Kim 1994. Homoneura acuminata ingår i släktet Homoneura och familjen lövflugor. Inga underarter finns listade i Catalogue of Life.